# 조선왕조의궤 (보물 제1901-7호)
보물 제1901-7호 조선왕조의궤는 국립중앙박물관에서 소장하고 있는 조선왕조의궤 1건 9책이다.
목록은 다음과 같다.
| 연번 | 서 명        | 제작시기 | 권   | 책 | 관리번호  |
| ---- | ------------ | -------- | ---- | -- | --------- |
| 1    | 화성성역의궤 | 1801     | 10권 | 9  | 신수20000 |